# Pavlos Fyssas
Pavlos Fyssas, även känd under artistnamnet Killah P, född 10 april 1979, död 18 september 2013, var en grekisk rapartist verksam från 1997. Efter ett gräl med Giorgos Roupakias, en medlem i Gyllene gryning, knivmördades Fyssas av Roupakias .